# Ödemişspor
Ödemişspor ist ein türkischer Fußballverein aus Ödemiş in der Provinz Izmir. Ödemişspor spielte in früher 1980er und in den 1990er Jahren in der 3. Liga, zwischen 1980 und 1982 spielte man, begünstigt durch die Systemumstellung, zwei Spielzeiten in der 2. Liga.

## Geschichte

### Frühe Jahre
Im Jahr 1969 schlossen sich die drei Vereine Altınova, Ödemiş Gençlikspor und Yıldırımspor zusammen und gaben sich den heutigen Namen Ödemişspor. In der Saison 1970/71 kaufte Ödemişspor den damals in der 3. Liga spielenden Verein Kültürspor auf und spielte so erstmals in seiner Geschichte in einer professionellen Liga. Bis zu der Saison 1979/80 spielte der Verein, tendenziell im Mittelfeld der Tabelle, in der 3. Liga, nach der Neustrukturierung der Ligen im Jahr 1980 spielte Ödemişspor dann in der 2. Liga, wo man in der Saison 1981/82 als letzter Platz allerdings absteigen musste. Als die 3. Liga im Jahr 1984 auf Anordnung vom damaligen türkischen Staatspräsidenten Turgut Özal wieder eingeführt wurde, spielte Ödemişspor die Saison 1984/1985 wieder drittklassig und wurde 13. Platz. Nach mehreren Jahren musste man in der Saison 1988/89 absteigen, konnte in der Folgesaison aber wieder aufsteigen. In der Saison 1994/95 musste Ödemişspor abermals absteigen und verabschiedete sich vom Profisport.

### Neuzeit

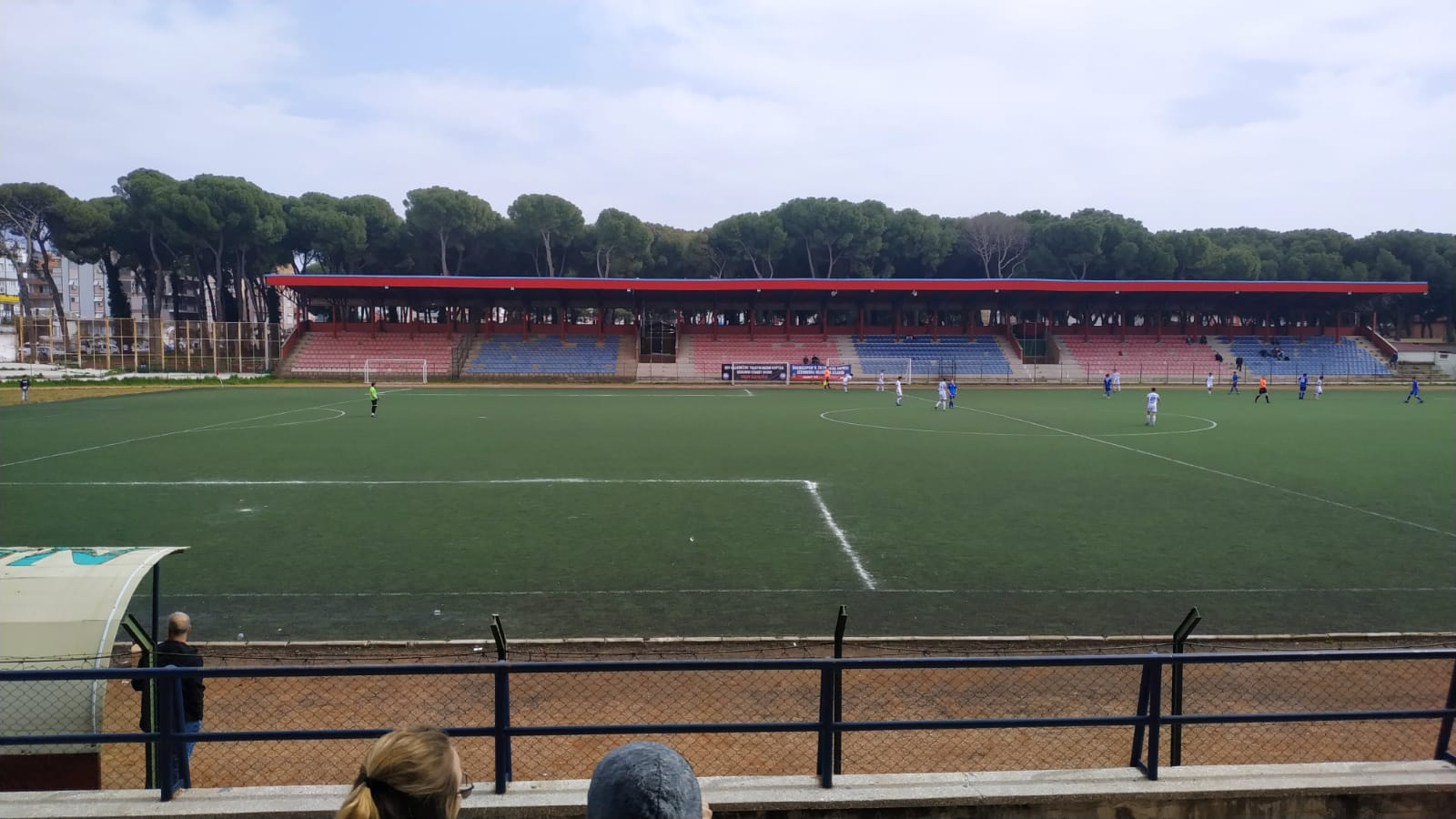
Odemis Saracoglu Stadion

Ödemişspor spielte bis 2010 in den regionalen Amateurligen von Izmir, als die Bölgesel Amatör Lig im Jahr 2010 gegründet, war Ödemişspor eine der teilnehmenden Mannschaften in der Saison 2010/11. Mit dem 5. Platz am Saisonende konnte die Klasse gehalten werden. 2011/12 musste man absteigen, in den Play-offs zur Bölgesel Amatör Lig scheiterte man in der Saison 2014/15 an Yeşilovaspor, allerdings wurde Karşıyaka Gençlerbirliği, die in der BAL spielten, gekauft, somit stieg man dennoch auf. Seitdem spielt Ödemişspor in der 5. Liga.

## Spielmanipulation
In der Saison 1974/75 leitete der türkische Fußballverband nach der Begegnung Ödemişspor – Feriköy SK vom 1. Juni 1975 eine Untersuchung ein, die herausfinden sollte, ob bei dieser Begegnung eine Spielabsprache stattgefunden hatte. Der stark abstiegsbedrohte Verein Feriköy hatte die Partie mit 3:1 gewonnen. Die Untersuchung stellte eine Spielabsprache und folglich auch Spielmanipulation fest. Daraufhin wurden Ödemişspor vier Punkte abgezogen. Da Feriköy am Ende der Saison abstieg, wurde auf einen Punktabzug verzichtet.

## Auflistung der Namensänderungen
- Altınova, Ödemiş Gençlikspor und Yıldırımspor schließen sich zu Ödemişspor zusammen.
- Ödemiş Kültürspor
- Tarişspor
- Ödemiş Belediyespor
- Karşıyaka Gençlerbirliği, nach dem Verkauf in Ödemişspor umbenannt.

## Erfolge
- Aufstieg° in die 3. Liga: 1989/90
- Aufstieg° in die Bölgesel Amatör Lig: 2009/10, 2015–

° = Gelistet sind nur die sportlichen Aufstiege.

## Ligazugehörigkeit
- 2. Liga: 1980–1982
- 3. Liga: 1970–1980, 1984–1989, 1990–1995
- Bölgesel Amatör Lig: 2010–2012, 2015–
- Regionale Amateurligen: 1969–1970, 1982–1984, 1989–1990, 1995–2010, 2012–2014